# Branichtunnel
Der Branichtunnel ist ein Straßentunnel in Schriesheim im Rhein-Neckar-Kreis. Er ist Teil einer Ortsumgehung der Landesstraße 536, die den Bau der 3,325 km langen Landesstraße mit drei Brückenbauwerken, zwei Unterführungsbauwerken (B 3 und OEG) sowie dem 1,796 km langen Branichtunnel umfasst. Er wurde im Juni 2016 in Betrieb genommen und entlastet die in den Odenwald führende Talstraße.

## Planung
Erste Planungen für den Bau einer nördlichen Ortsumgehung in Schriesheim stammen aus den 1950er Jahren; 1995 wurde die Ortsumfahrung in den Generalverkehrsplan des Landes Baden-Württemberg als „vordringlicher Bedarf“ aufgenommen. Im Oktober 2004 erging nach knapp vierjähriger Planungszeit der Planfeststellungsbeschluss. Der baden-württembergische Ministerpräsident Günther Oettinger sagte den Bau der Ortsumfahrung im Januar 2008 zu; im November 2008 fand der Spatenstich durch Innenminister Heribert Rech statt. Durch den Bau der Ortsumgehung sollte das Verkehrsaufkommen auf der 2003 mit 12.200 Kraftfahrzeugen pro Tag belasteten Talstraße halbiert werden.

## Verlauf
Der 1796 Meter lange Tunnel unterquert das Wohngebiet Branich. 1576 Tunnelmeter wurden im bergmännischen Vortrieb erstellt. Von den vier Fluchtstollen verläuft einer parallel zum Tunnel, die drei weiteren führen zur Talstraße. Der überwiegende Teil des Tunnels verläuft durch hellroten, mittelkörnigen Granit, in dem Lamprophyrgänge verteilt sind. Das östliche Tunnelportal liegt unmittelbar an der Talstraße, das westliche Portal nördlich des Schriesheimer Friedhofs. Ab dem Westportal verläuft die Landesstraße 536 im Einschnitt zu einem neuen Knotenpunkt an der Bundesstraße 3. Im Zuge der Baumaßnahme wurden Brücken für die Bundesstraße 3, für die Bahnstrecke Weinheim–Heidelberg sowie für drei Wirtschaftswege errichtet.

## Kosten
Die Baukosten wurden auf insgesamt 63 Millionen Euro geschätzt, wovon 45 Millionen Euro auf den Tunnel entfielen. Nach neueren Berechnungen des Verkehrsministeriums Baden-Württemberg sollte der Tunnel 57,4 Mio. Euro kosten, das Gesamtprojekt 85 Mio. Euro. Am Ende der Bauzeit beliefen sich die Gesamtkosten auf 92 Millionen Euro.

## Bau
Voraussetzung für den Baubeginn war die Errichtung der westlichen Zufahrtsstraße, da diese für die Erschließung der Tunnelbaustelle notwendig war. Hierzu wurden in Bauphase I zwischen November 2008 und September 2009 zwei Brücken für Wirtschaftswege errichtet. Ab September 2009 wurden bis Dezember 2012 in der Bauphase II die Umgehungsstraße bis zum Tunnelportal sowie der Knotenpunkt an der Bundesstraße 3 erbaut.
Die Bauphase III von September 2011 bis Mitte 2015 bezog sich auf den Tunnelrohbau. Mit einer symbolischen Sprengung begannen am 1. Februar 2012 die Tunnelarbeiten. Der Tunneldurchstich erfolgte am 26. Juli 2013 und wurde am 1. August 2013 festlich gefeiert. Neben dem eigentlichen Tunnel wurden zwei Fluchttunnel mit insgesamt fünf Notausgängen errichtet. Der östliche, 110 Meter lange Tunnel mündet im oberen Bereich der Talstraße unweit des Ostportals, der westliche führt über 1200 Meter und endet beim Betriebsgebäude oberhalb des Westportals.
Die Bauphase IV von Mitte 2015 bis 15. Juni 2016 umfasste den Tunnel- und Streckenausbau einschließlich Tunneltechnik, insbesondere Fluchtweg- und Orientierungsbeleuchtung, Durchsageanlage, Videoüberwachung, Rauchabsaugklappen, Brandmeldeanlage, Tunnelfunk und Rundfunksendeanlage.
Der Tunnel wurde am 18. Juni 2016 offiziell eröffnet; für den Verkehr wurde er aber wegen eines Problems in der Sicherheitstechnik erst am 22. Juni 2016 freigegeben.
Über die Rundfunksendeanlage des Tunnels werden drei Radioprogramme verbreitet: SWR3, Radio Regenbogen und bigFM.

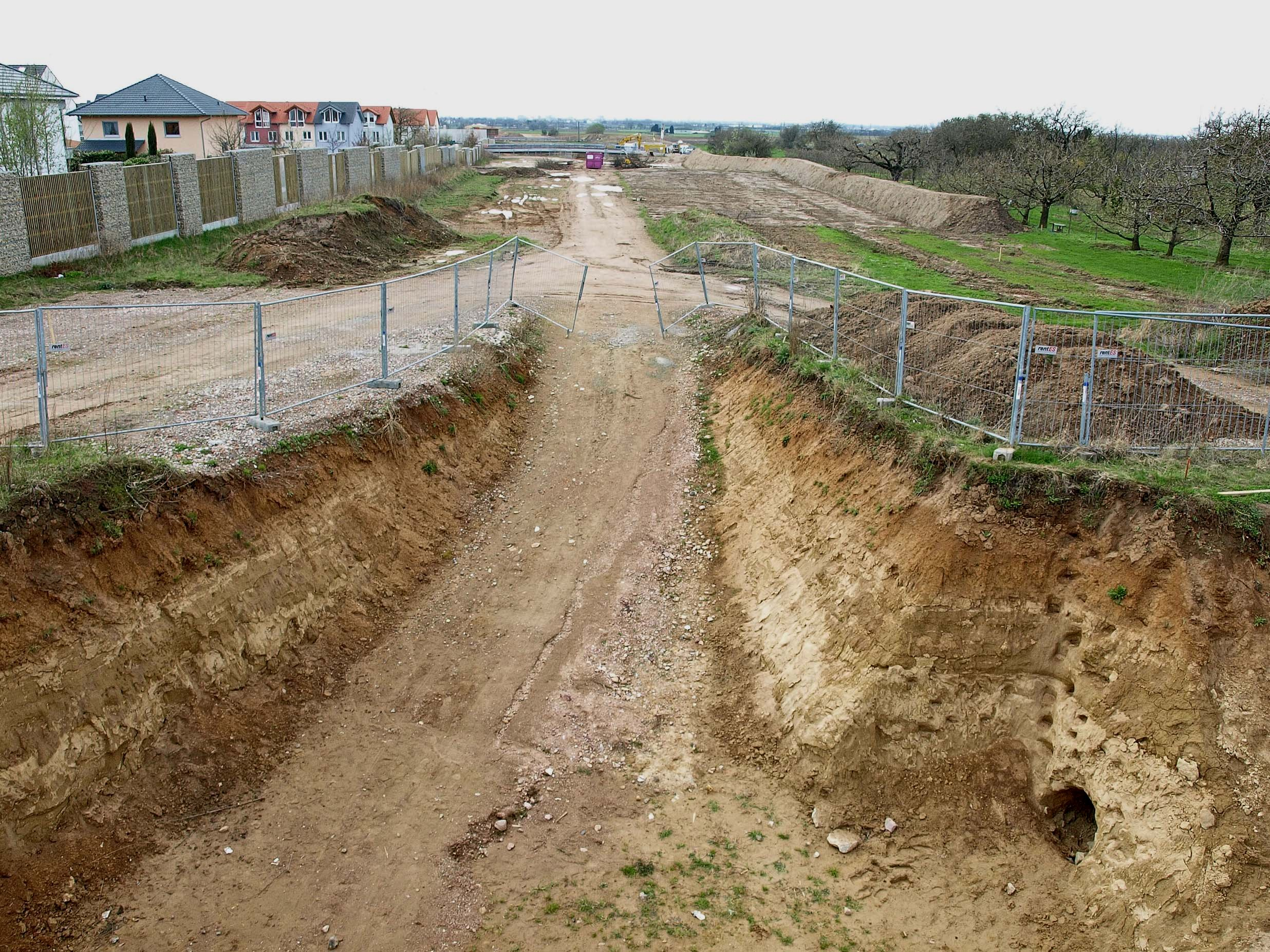
Branichtunnel, Zufahrt West (April 2010)
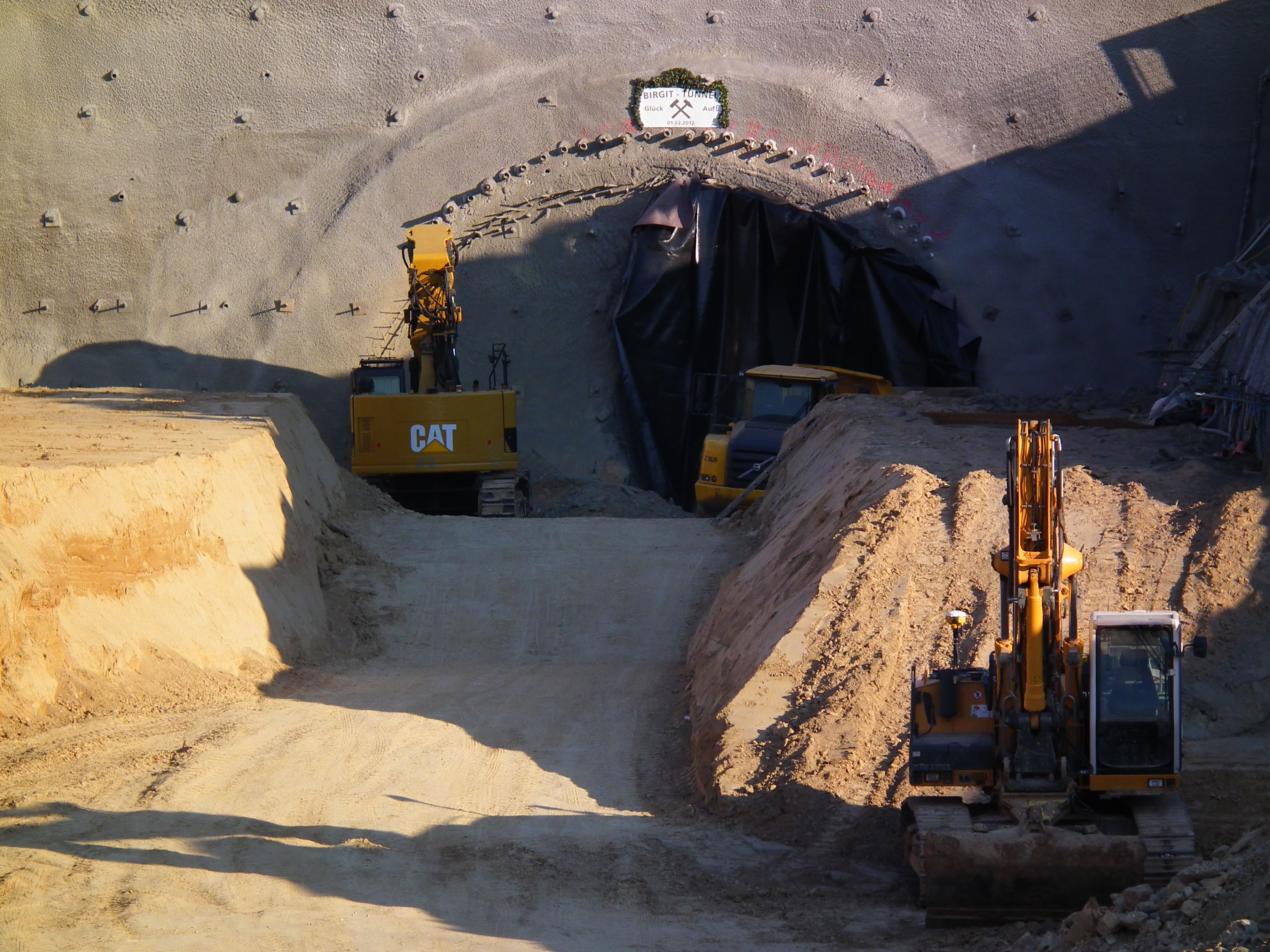
Westportal (Februar 2012)
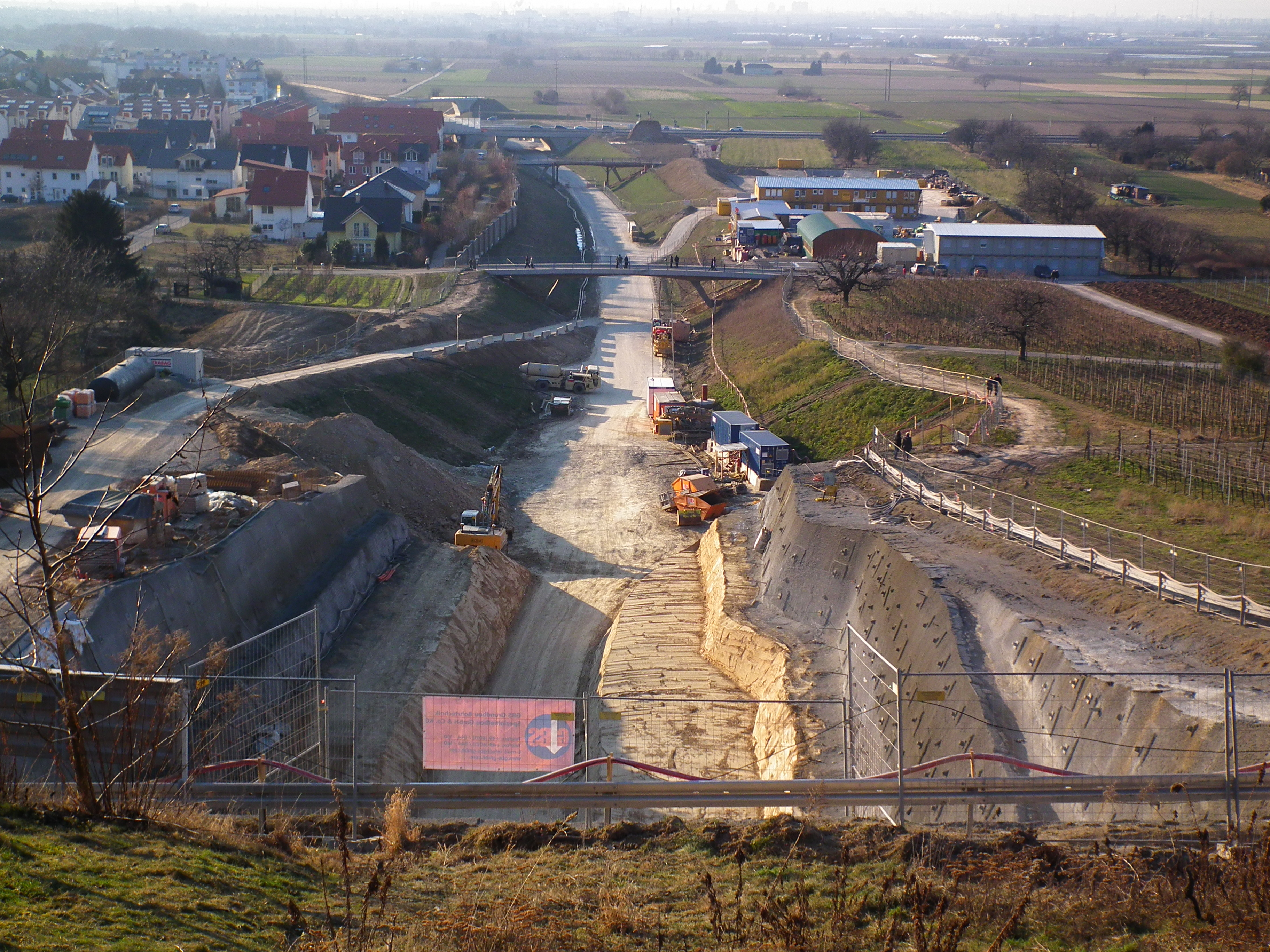
Blick vom Westportal nach Westen (Februar 2012)
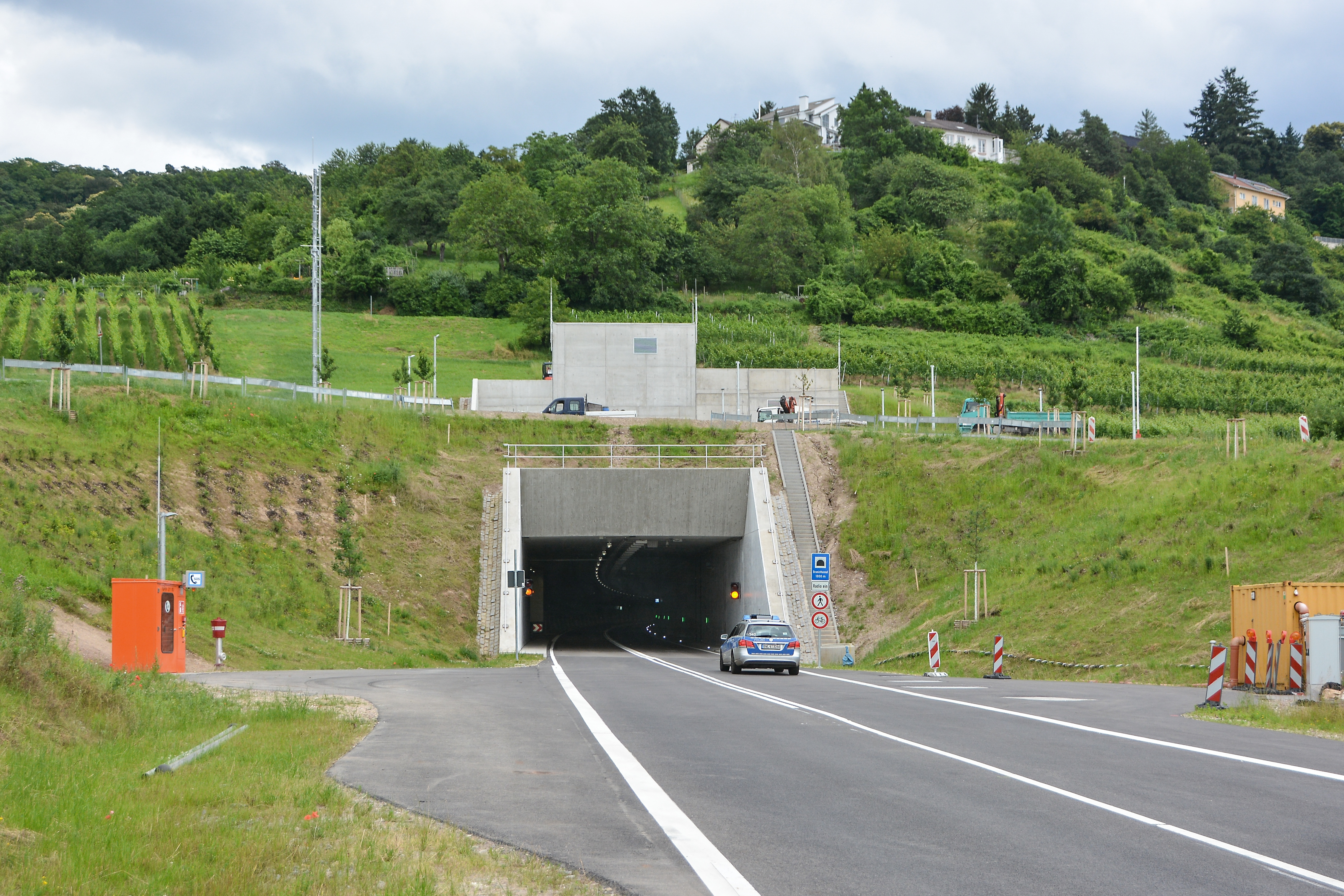
Westportal nach Inbetriebnahme